# Верхний Симет
Верхний Симет (тат. Югары Симет) — село в Сабинском районе Республики Татарстан, административный центр Верхнесиметского сельского поселения.

## География
Село находится на правом притоке реки Мёша, в 18 км к западу от районного центра — посёлка городского типа Богатые Сабы.

## История
Из первоисточников о селе известно с 1678 года.
В сословном плане, в XVIII веке и вплоть до 1860-х годов, жителей села причисляли к государственным крестьянам. Их основные занятия в этот период — земледелие и разведение скота, был распространён портняжный промысел.
По сведениям из первоисточников, в начале XX столетия в селе действовали мечеть, мектеб, водяная мельница, 2 мелочные лавки. В этот период земельный надел сельской общины составлял 1219,6 десятины.
До 1920 года село входило в Ново-Чурилинскую волость Мамадышского уезда Казанской губернии. С 1920 года в составе Арского кантона ТАССР. С 10 августа 1930 года в Сабинском, с 19 февраля 1944 года в Чурилинском, с 14 мая 1956 года в Сабинском районах.
В 1931 году в селе был организован колхоз, с 1995 года коллективное предприятие «Узяк», с 2008 года в составе общества с ограниченной ответственностью «Симет».

## Население
| 1782 | 1859 | 1897 | 1908 | 1920 | 1926 | 1938 | 1949 | 1970 | 1979 | 1989 | 2002 | 2010 | 2020 |
| ---- | ---- | ---- | ---- | ---- | ---- | ---- | ---- | ---- | ---- | ---- | ---- | ---- | ---- |
| 114  | 403  | 896  | 1046 | 1282 | 950  | 834  | 777  | 681  | 688  | 462  | 415  | 434  | 382  |

Национальный состав села — татары.

## Экономика
Жители занимаются преимущественно растениеводством, животноводством.

## Инфраструктура
В селе функционируют средняя школа (с 1930 г. как начальная), детский сад (с 1985 г.), дом культуры, библиотека (с 1930 г.), фельдшерско-акушерский пункт.

## Религия
Мечеть (с 2001 г.).